# Lista de vereadores de Euclides da Cunha da 9.ª legislatura
Esta é a lista de vereadores de Euclides da Cunha para a legislatura 1977–1982.

## Vereadores
|    | Nome                                          | Partido | Votos | Observações |
| -- | --------------------------------------------- | ------- | ----- | ----------- |
| 1  | Teófilo Dantas da Silva (Euclides da Cunha)   | ARENA   | 764   |             |
| 2  | Antenor Dantas de Andrade (Euclides da Cunha) | ARENA   | 763   |             |
| 3  | Antônio Batista de Carvalho                   | ARENA   | 742   |             |
| 4  | Nelson Campos de Abreu                        | ARENA   | 597   |             |
| 5  | Sebastião Miranda da Paz                      | ARENA   | 537   |             |
| 6  | José Dantas de Brito                          | ARENA   | 547   |             |
| 7  | Antônio Vieira Neto                           | ARENA   | 533   |             |
| 8  | Custódio Sabino da Costa                      | ARENA   | 528   |             |
| 9  | Jaime Amorim da Silva                         | ARENA   | 437   |             |
| 10 | Tomé Pereira Alves                            | ARENA   | 416   |             |
| 11 | Lindolfo Dantas Guedes                        | ARENA   | 414   |             |
| 12 | Joana de Carvalho Abreu                       | ARENA   | 409   |             |
| 13 | Herculano Dantas de Araújo                    | MDB     | 255   |             |

## Legenda
| Cor  | Significado          |
| Bege | Presidente da Câmara |
| Azul | Suplente             |

## Composição das bancadas
| Partido | Líder | Bancada | Posição  |
| ------- | ----- | ------- | -------- |
| ARENA   |       | 12 / 13 | Governo  |
| MDB     |       | 1 / 13  | Oposição |